# アンドレ・カイパース
アンドレ・カイパース(André Kuipers、1958年10月5日-)はオランダの医師、欧州宇宙機関の宇宙飛行士である。2004年4月19日にソユーズTMA-4で宇宙を訪れ、オランダの市民権を持つ者として2人目、オランダ産まれの者として3人目、オランダ語話者として5人目の宇宙を訪れた人物となった。11日後、ソユーズTMA-3で地球に帰還した。
カイパースは、宇宙を2度訪れた最初のオランダ人となった。2009年8月5日、オランダのマリア・ファン・デル・ホーフェン経済大臣は、第30次、31次長期滞在として国際宇宙ステーション(ISS)に滞在する宇宙飛行士に選ばれたと発表した。2011年12月21日に打ち上げられ、翌年の7月1日に地球に帰還した。

## 私生活と教育
カイパースは、1958年10月5日にアムステルダムに生まれ、1977年にアムステルダムの高校を卒業した。1987年にはアムステルダム大学で医学の学位を取得した。既婚で3人の娘と1人の息子がいる。
若年時代に関するインタビューを受けた際、10代の頃から宇宙飛行士になることを夢見ていたと述べた。1998年にw:European Astronaut Corpsにより宇宙飛行士に選ばれ、彼の夢は実現した。

## 宇宙飛行経験
カイパースは、2度の宇宙飛行ミッションに参加した。1度目は2004年のデルタミッションである。2009年5月には、後に第21次長期滞在の船長となるベルギー人宇宙飛行士フランク・ディヴュナーの6ヶ月間のミッションの後半のバックアップを務めた。2011年12月21日には、第30次、31次長期滞在のため、2度目の宇宙に出発し、翌年の7月1日に地球に帰還した。

### デルタミッション

#### 打上げとドッキング
ソユーズFGロケットに搭載したソユーズTMA-4を用いて、カイパースとゲンナジー・パダルカ、NASAのマイケル・フィンケは、2004年4月19日の早朝にISSを目指して地球を出発した。2日後、完璧な状態でISSにドッキングした。

#### 実験
デルタミッションの一環として、カイパースは、生理学、生物学、微生物学、医学、技術開発、物理学、地球観測等の広範な分野の21の実験を実施した。技術開発分野の実験の1つは、よりエネルギー効率の良い発光法の開発だった。いわゆるArgesプロジェクトはメタルハライドランプに関するプロジェクトであり、アイントホーフェン工科大学とフィリップスが主導した。恐らく最もよく知られた実験は、宇宙における植物種子の成長に関する実験である。オランダ国内の小学校の子供たちと一緒に、軌道上で育った植物と地上で育った植物の比較を行った。

#### 着陸

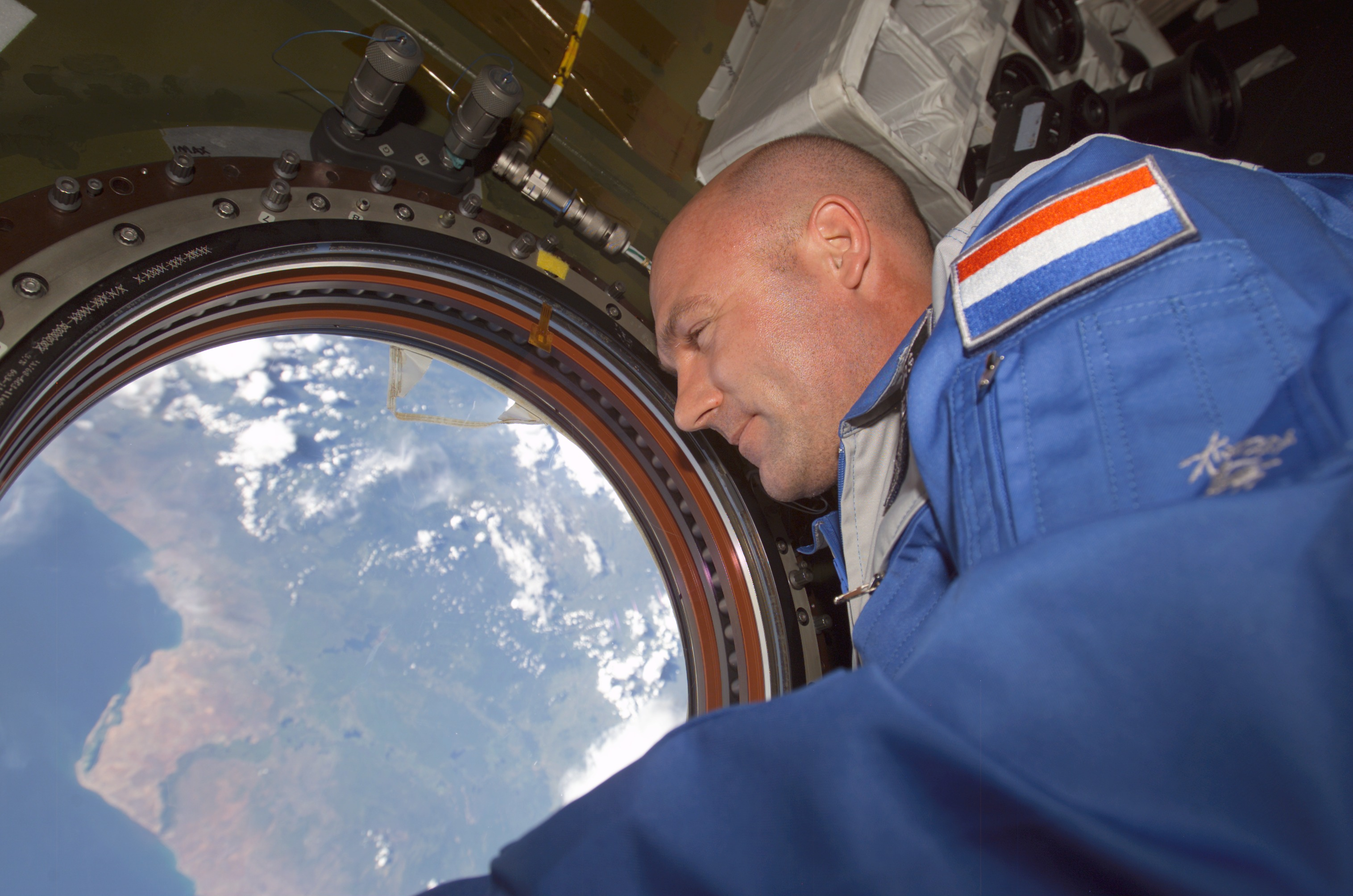
Kuipers looking at Earth from the International Space Station in 2004

パダルカとフィンケは、第9次長期滞在の乗組員として6か月間に渡ってISSに残った。
カイパースは、ISSでの6か月間の滞在を終えたアレクサンドル・カレリとNASAのマイケル・フォールとともに、打上げから約11日後の4月30日に地球に帰還した。

### 第30次/31次長期滞在

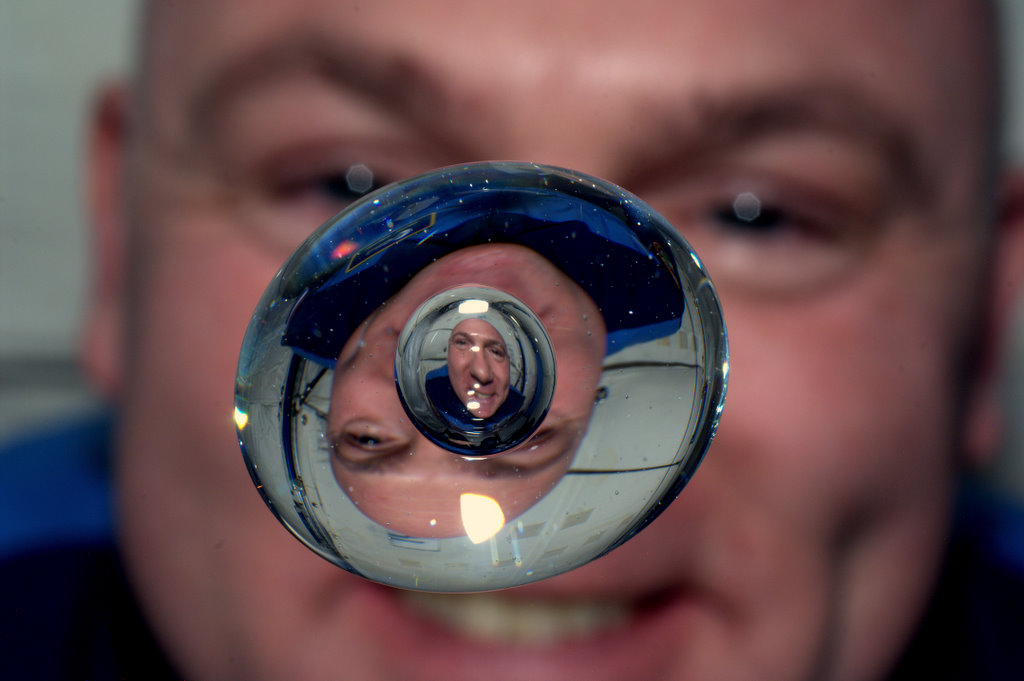
Kuipers experimenting with a water drop in weightlessness in 2012

2008年11月26日、オランダのマリア・ファン・デル・ホーフェン経済大臣は、1011年にカイパースが2度目の宇宙飛行で6か月間宇宙に滞在すると発表した。同じスピーチで、彼女はISSプロジェクトに対し、追加で数百万ユーロの支援を行うことを発表した。
カイパースは、第30次/31次長期滞在への参加が決定した初の宇宙飛行士となり、2011年12月21日にソユーズTMA-03Mで、オレグ・コノネンコ、NASAのドナルド・ペティとともに打ち上げられた。12月23日にソユーズがミニ・リサーチ・モジュール1とドッキングし、ISSに到着した。ソユーズTMA-03Mは、2012年7月1日にカザフスタンのステップ地帯に着陸し、彼らは地球に帰還した。

## 受章等
- オラニエ＝ナッサウ勲章 オフィサー（2004年5月17日、オランダ）[11]
- オランダ獅子勲章 ナイト（2012年10月15日、オランダ）[12]
- ハーレマーメール名誉市民（2012年10月15日、オランダ）[12]
- アムステルダム大学名誉博士（2013年1月8日、オランダ）[13]
- w:Order of Friendship（2013年7月3日、ロシア）[14]
- ウィレム＝アレクサンダー就任に伴うキング・オブ・アームズ（2013年）